# Hollis Thompson
Keith Hollis Thompson II (Pasadena, California, 3 de abril de 1991) es un jugador de baloncesto estadounidense que pertenece a la plantilla del Trotamundos de Carabobo de la Superliga Profesional de Baloncesto de Venezuela. Con 2,03 metros de altura, juega en la posición de alero.

## Trayectoria deportiva

### Universidad
Jugó durante tres temporadas con los Hoyas de la Universidad de Georgetown, en las que promedió 8,7 puntos, 4,1 rebotes y 1,1 asistencias por partido.

### Profesional
Tras no ser elegido en el Draft de la NBA de 2012, fichó por Oklahoma City Thunder, siendo despedido antes del comienzo de la temporada. Poco después se incorporaría al equipo afiliado de los Thunder en la NBA D-League, los Tulsa 66ers,  donde jugó una temporada en la que promedió 8,1 puntos y 3,8 rebotes por partido.
Al año siguiente firmó contrato con los Philadelphia 76ers de la NBA, con los que debutó ante Washington Wizards, no logrando anotar.
En agosto de 2021, firma con los Cañeros del Este de la Liga Nacional de Baloncesto de República Dominicana.
Hizo su debut en el BIG3 en la temporada 2023, jugando para 3’s Company.
En noviembre de 2023, firma con el Al-Ahli Jeddah de la Premier League de Baloncesto de Arabia Saudita.
[actualizar]

## Estadísticas de su carrera en la NBA

### Temporada regular
| Año     | Equipo       | PJ  | PT | MPP  | %TC  | %3P  | %TL  | RPP | APP | ROB | TPP | PPP |
| ------- | ------------ | --- | -- | ---- | ---- | ---- | ---- | --- | --- | --- | --- | --- |
| 2013-14 | Philadelphia | 77  | 41 | 22.6 | .460 | .401 | .712 | 3.2 | .9  | .7  | .2  | 6.0 |
| 2014-15 | Philadelphia | 71  | 23 | 25.0 | .413 | .401 | .708 | 2.8 | 1.2 | .8  | .4  | 8.8 |
| 2015-16 | Philadelphia | 77  | 17 | 28.0 | .397 | .380 | .719 | 3.5 | 1.3 | .5  | .3  | 9.8 |
| 2016-17 | Philadelphia | 31  | 1  | 18.1 | .415 | .366 | .650 | 2.7 | .8  | .5  | .2  | 5.5 |
| Total   | Total        | 256 | 82 | 24.2 | .417 | .389 | .709 | 3.1 | 1.1 | .6  | .3  | 7.9 |